# Jijel Ferhat Abbas Airport
Jijel Ferhat Abbas Airport är en flygplats i Algeriet.   Den ligger i provinsen Jijel, i den norra delen av landet, 250 km öster om huvudstaden Alger. Jijel Ferhat Abbas Airport ligger 10 meter över havet.
Terrängen runt Jijel Ferhat Abbas Airport är platt norrut, men söderut är den kuperad. Havet är nära Jijel Ferhat Abbas Airport norrut.Runt Jijel Ferhat Abbas Airport är det ganska tätbefolkat, med 214 invånare per kvadratkilometer. Närmaste större samhälle är Jijel, 9,9 km väster om Jijel Ferhat Abbas Airport. Trakten runt Jijel Ferhat Abbas Airport består till största delen av jordbruksmark.